# Bye Bye (Beni)
Bye Bye è un brano musicale della cantante giapponese j-pop Beni, pubblicato come primo singolo estratto dall'album Lovebox il 10 marzo 2010. Il singolo è arrivato sino alla cinquantasettesima posizione della classifica Oricon dei singoli più venduti in Giappone. Il brano è stato utilizzato come sigla finale del programma televisivo Hey! Hey! Hey! Music Champ.

## Tracce
CD Singolo UPCH-80160
1. Sign (サイン)
2. Gon' luv u
3. KIRA☆KIRA☆ DJ HASEBE REMIX
4. Sign (Instrumental) (サイン)

## Classifiche
| Classifica (2010) | Posizione più alta |
| ----------------- | ------------------ |
| Giappone (Oricon) | 507                |